# Старая дама и голуби
«Старая дама и голуби» (фр. La Vieille Dame et les Pigeons) — короткометражный мультипликационный фильм Сильвена Шоме. Производством фильма занималась французская компания Les Armateurs при поддержке других компаний из Канады, Бельгии и Великобритании. Основой сюжета является история голодного полицейского, который надевает маску голубя, чтобы обманом заставить старушку подкармливающую голубей в парке кормить и его.
Премьера фильма состоялась в 1997 году на международном фестивале анимационных фильмов в Анси, где он получил гран-при как лучший короткометражный фильм. Картина также получила премию BAFTA, номинировалась на «Оскар», «Сезар» и другие премии.

## Сюжет
Американские туристы фотографируются на фоне Эйфелевой башни, пытаясь при этом вспомнить в какой город они приехали, а затем, выяснив, что это Париж, а не Амстердам, начинают обсуждать французскую кухню.
Худой и голодный полицейский, наблюдавший до этого за туристами, заходит в парк и видит старую даму на лавочке, которая подкармливает очень толстых голубей выпечкой из большой коробки. Ночью полицейскому снится кошмар, в котором гигантские голуби одетые в костюмы начинают выклёвывать его живот. На следующий день он узнаёт где живёт та дама, сооружает маску голубя и идёт к ней. Она пускает его в дом и, несмотря на его грубое поведение за столом, даёт ему еды. Полицейский начинает ходить к ней каждый день, он становится всё толще и толще.
24 декабря он снова приходит, на этот раз на рождественский ужин. Наевшись, он идёт искать хозяйку дома и находит её в другой комнате, та кормит другое «домашнее животное» — одетую как кошку уборщицу, которую полицейский встречал каждый раз поднимаясь по лестнице в эту квартиру. Заметив, что он подглядывает, пожилая дама бросается за ним с огромными ножницами. Полицейский пытается снять маску голубя и показать, что он человек, а не птица, но маска не снимается. Шкаф, на который тот забрался спасаясь, падает и полицейский вываливается в окно. На улице он поднимается и медленно уходит от дома.
Через год американские туристы, которые были здесь и в прошлом году, снимают на видео Эйфелеву башню. Около них среди голубей ходит опять ставший худым полицейский, без формы, он ведёт себя как голубь клюя что-то с мостовой.

## Производство
В 1980-х Сильвен Шоме работал художником-мультипликатором в Лондоне, он вернулся во Францию в 1990 году и, вдохновлённый мультсериалом «В мире животных» Ника Парка, решил создать собственный мультфильм. В 1991 году к проекту в качестве исполнительного продюсера присоединился Дидье Бруннер, работавший в Les Armateurs. Позже присоединились и продюсеры из других студий. Вначале возникла проблема с получением необходимого числа денег для создания картины, но было решено начать работу не дожидаясь их получения, на те деньги, что уже были получены от Национального центра кинематографии и анимации Франции (CNC).
Фоны для мультфильма были созданы Николя де Креси, с которым Шоме ранее вместе учился и работал над созданием комиксов. Вместе они создали первые четыре минуты будущей картины и попытались использовать уже готовый материал для привлечения инвесторов. Все попытки оказались неудачными и в 1993 году Шоме уехал в Канаду для того, чтобы попытаться начать работу заново. Однако Бруннеру удалось предварительно продать будущий фильм BBC и нескольким другим компаниям, таким образом появилась возможность продолжить производство. Картина была закончена в 1996 году, на её создание ушло пять лет.

## Критика и прокат
27 мая 1998 года фильм был выпущен в прокат во Франции компанией-дистрибьютером Les Grands Films Classiques. Он показывался совместно с анимационной короткометражкой «День рождения Боба», режиссёрами которой были Элисон Сноуден и Дэвид Файн. Кинокритик Бернар Женен написал рецензию на «Старую даму и голубей» для Télérama, в которой назвал режиссуру Шоме «блестящей». Он также похвалил художественные фоны фильма, созданные Креси и написал: «Парижские улицы, уютные интерьеры, пухлые лица персонажей — каждый кадр прекрасен! Да, традиционный, сделанный вручную мультфильм всё ещё может удивить нас».

## Награды и номинации
| Награды и номинации | Награды и номинации                                 | Награды и номинации                        | Награды и номинации | Награды и номинации |
| Год                 | Награда                                             | Категория                                  | Результат           |                     |
| ------------------- | --------------------------------------------------- | ------------------------------------------ | ------------------- | ------------------- |
| 1997                | Международный фестиваль анимационных фильмов в Анси | Гран-при, лучший короткометражный фильм    | Победа              |                     |
| 1997                | Премия BAFTA                                        | Лучший анимационный короткометражный фильм | Победа              |                     |
| 1997                | Cartoon Forum                                       | Cartoon d'or                               | Победа              |                     |
| 1997                | Премия «Джини»                                      | Лучший анимационный короткометражный фильм | Победа              |                     |
| 1998                | Премия «Оскар»                                      | Лучший анимационный короткометражный фильм | Номинация           |                     |
| 1998                | Премия «Сезар»                                      | Лучший короткометражный фильм              | Номинация           |                     |
| 1998                | Международный анимационный фестиваль в Хиросиме     | Гран-при                                   | Победа              |                     |